# PZU Tower

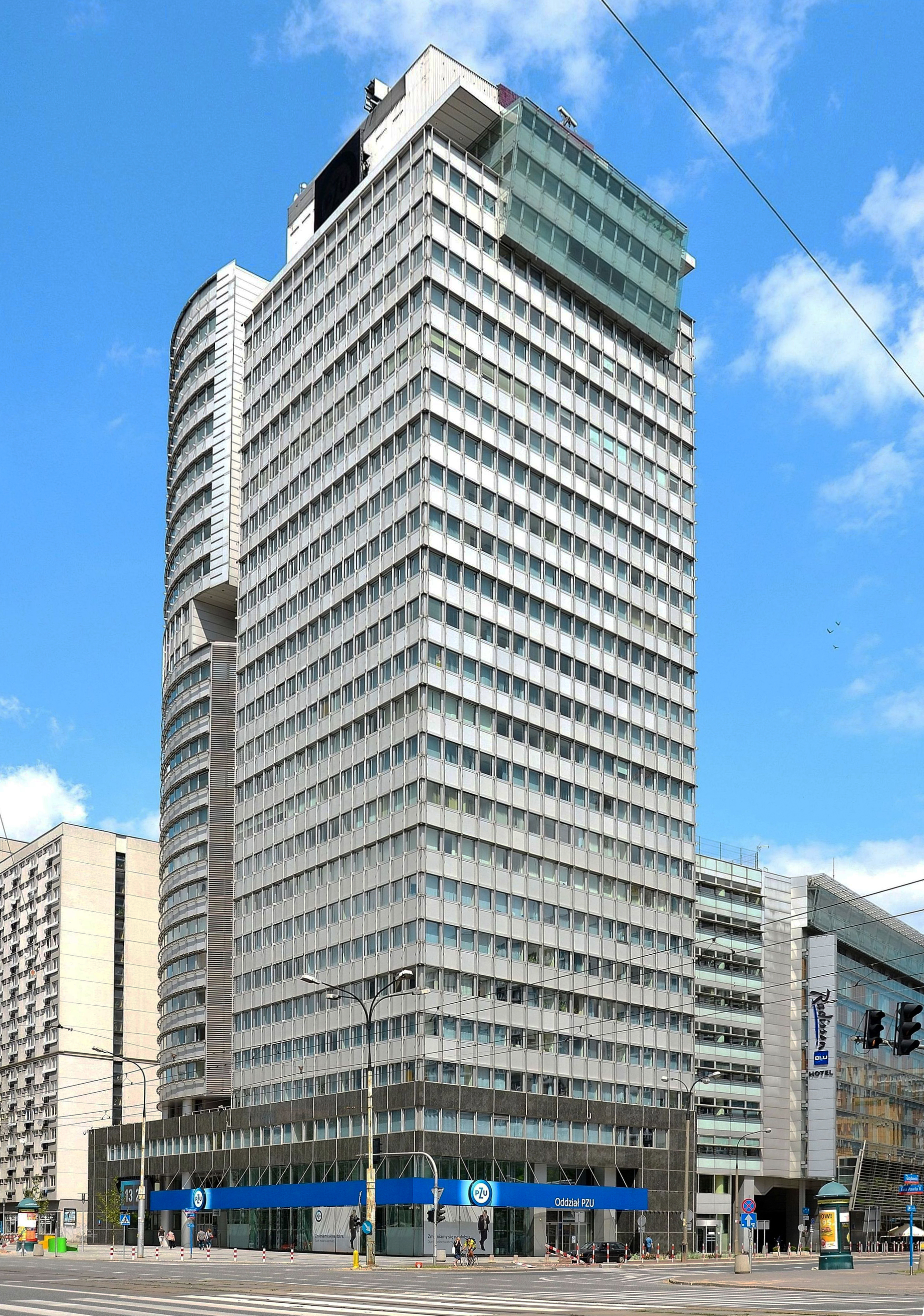
Der PZU-Tower von der Kreuzung aus gesehen. Prägnant ist hier die auskragende Vorstandsetage auf der Südseite des Turms. Rechts schließt sich ein niedrigeres Radisson Blu-Hotel an

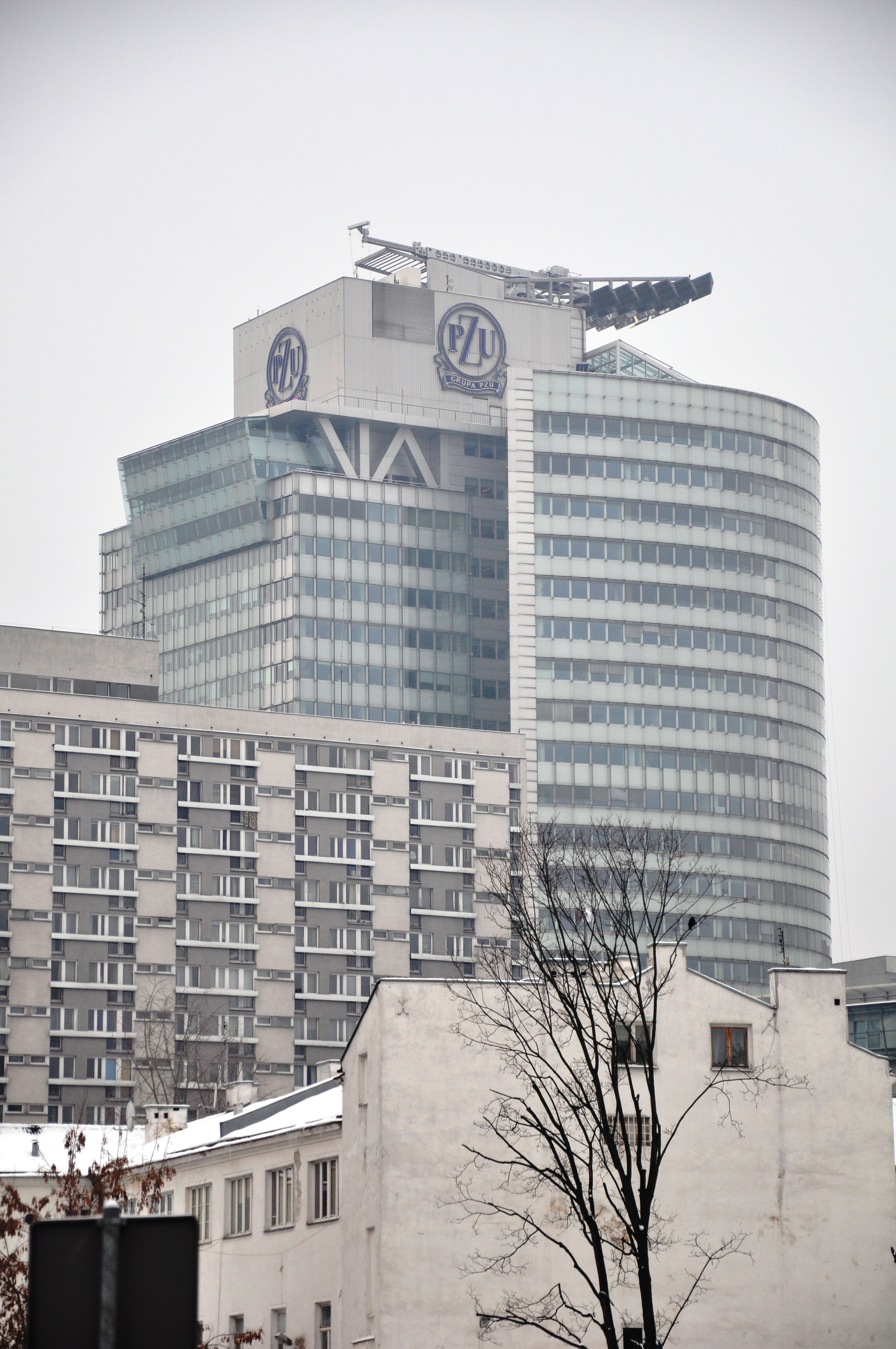
Aus südostwärtiger Sicht sind die technischen Anlagen auf dem Dach des Gebäudes gut erkennbar

Der PZU Tower ist ein Bürohochhaus in Warschau, das Ende der 1990er Jahre im Innenstadtdistrikt errichtet wurde. Es ist heute nach seinem Eigentümer und Hauptnutzer, der an der polnischen Börse notierten Versicherungsgesellschaft PZU S.A., benannt.

## Geschichte
Das Objekt liegt an der Straßenkreuzung Aleja Jana Pawła II und Ulica Grzybowska. Ebenfalls an dieser Kreuzung befindet sich das Hochhaus des Hotel Westin sowie ein Teil des Atrium-Bürokomplexes. An der Grzybowska schließt sich unmittelbar ein modernes Radisson-Blu-Geschäftshotel an.
Der Bau des von den Architekten Tadeusz Spychała, Wojciech Popławski und Willibald Furst entworfenen Hochhauses begann 1997 und war im Jahr 2000 abgeschlossen. Zunächst erhielt das entstehende Gebäude den Namen Les Tours Business Research Center. Der wurde nach Fertigstellung und Verkauf geändert.

### Skandal
Die Übernahme des Gebäudes durch die PZU war von einem medienwirksamen Skandal begleitet. Indirekter Besitzer war zunächst die BRC Holding des umstrittenen Geschäftsmannes Andrzej Perczyński. Im Jahr 2000 erwarb die PZU das Gebäude als ihren zukünftigen Firmensitz. Verschiedenen PZU-Managern wurde ab dem Jahr 2001 vorgeworfen, beim Kauf des Hochhauses mittels zwischengeschalteter Offshore-Firmen Gelder veruntreut und gewaschen zu haben. So sollen die ehemaligen Vorstandsvorsitzenden Władysław Jamroży (PZU) und Grzegorz Wieczerzak (PZU Życie) am überteuerten Erwerb des Gebäudes beteiligt und dafür Honorare auf verdeckte Konten auf der Insel Jersey erhalten haben. Beide Manager waren in Folge inhaftiert.

### Architektur
Das Gebäude scheint aus zwei miteinander verbundenen Baukörpern zu bestehen: nach Süden ein rechteckiger Turm, nach Norden hin ein ebenso hoher Halbrundbau, der auf der Ostseite rund 10 Meter breiter ist als der Turm und diesen teilweise umfasst. Auf dem Turm befindet sich ein mehrstöckiger Aufsatz, auf dessen Spitze sich eine auffallende Spiegelpaneele-Konstruktion sowie ein Wartungs- und Reinigungskran befinden. Der PZU Tower erreicht eine Dachhöhe von 97 Metern, die Gesamthöhe beträgt mit Aufbauten 106 Meter. Der Tower hat 24 oberirdische Stockwerke. Das Gebäude ist hellblau.

### Besonderheiten
Das Hochhaus verfügt auf den oberen acht Stockwerken über ein glasgedecktes, durchgehendes Atrium. Der Lichteinfall wird mit einer schwenkbaren Spiegelpaneele-Konstruktion auf dem Dach geregelt. Je nach Jahreszeit und Sonnenintensität können so Lichteinfall und damit die Innentemperatur gesteuert werden. Bei Sturm können Schutzvorrichtungen über die Spiegel gefahren werden.
Das gesamte Gebäude verfügt über eine doppelte Verkleidung. Die äußere Verkleidung besteht aus – teilweise eingefärbtem – Glas. Die Fenster der inneren Verkleidung lassen sich öffnen. Die aufwändige Konstruktion führt zu einem hohen Wärmedämmungsgrad und reduziert Heizkosten in kalten Jahreszeiten. Andererseits kommt es in den Sommermonaten mitunter zu solch hohen Temperaturen, dass vermehrt Klimaanlagen eingesetzt werden müssen – die nur dann arbeiten, wenn alle Fenster eines Raumes geschlossen sind.
Ein dreistöckiger Büroblock, der unter dem Turmdach an der Südseite schräg aufwärts aus dem Turm auskragt, setzt an dieser Seite des Gebäudes einen markanten Akzent und ermöglicht von innen einen Blick senkrecht nach unten. Hier befinden sich die Vorstandsbüros der PZU.